# Denisa Červenková
Denisa Červenková (* 28. října 1972, Bohumín) je česká katolická teoložka a řeholnice řádu Sester karmelitek sv. Terezie z Florencie.

## Profesní životopis
Denisa Červenková studovala v letech 1992–1994 na Pražské psychoterapeutické fakultě, v letech 1992-1997 pak na Filozofické fakultě UK, obor český jazyk a literatura, od. roku 1994 s mezioborovým doplňkem z religionistiky.
Teologii studovala nejprve v letech 2000–2005 ve Veroně, roku 2008 na Katolické teologické fakultě UK obhájila rigorózní práci Křesťanství ve vztahu k ostatním náboženstvím v italské katolické teologii posledního desetiletí. Hledání metody a v r. 2010 disertační práci De religione: jak se křesťanství stalo náboženstvím.
Denisa Červenková působí na Katedře systematické teologie a filosofie Katolické teologické fakulty UK, kde vyučuje předměty věnované spirituální teologii a vztahu křesťanství a ostatních náboženství. Současně je členkou řeholní komunity Karmel Edith Steinové a vede duchovní cvičení v Kolínském klášteře.

## Vydané monografie
- ČERVENKOVÁ, Denisa. Jak se křesťanství stalo náboženstvím. Recepce pojmu religio v Tertuliánově Apologetiku. Praha: Karolinum, 2012, ISBN 978-80-246-1975-0.
- ČERVENKOVÁ, Denisa. Náboženství jako teologický fenomén. Červený Kostelec: Pavel Mervart, 2014, ISBN 978-80-7465-073-4.
- ČERVENKOVÁ, Denisa − PETR, Michal. Mezi duší a Duchem − enneagram a křesťanská spiritualita. Praha:Triton 2015, ISBN 978-80-7387-897-9.
- ČERVENKOVÁ, Denisa. Katolický pohled na náboženskou pluralitu. Praha: Karolinum, 2016, ISBN 978-80-246-3327-5.
- ŠEDIVÝ, Jan. To opravdové zůstává: Rozhovory Denisy Červenkové a Elvy Frouze s Janem Šedivým. Brno: Cesta, 2018 a 2022, ISBN 978-80-7295-238-0.

Úplnější seznam publikací D. Červenkové je k dispozici na webu KTF UK.